# اقتصاد اثباتی

اقتصاد اثباتی در علم اقتصاد

اقتصاد اثباتی (نقطه مقابل اقتصاد هنجاری) شاخه‌ای از اقتصاد است که به شرح و توضیح پدیده‌های اقتصادی می‌پردازد و بر حقایق و روابط رفتاری علت و اثر تمرکز می‌کند و شامل توسعه و آزمایش تئوری‌های اقتصادی است که اصطلاح قدیمی آن اقتصاد فارغ از ارزش (در آلمانی: wertfrei) می‌باشد.
اقتصاد اثباتی، اقتصادی است که به بررسی نظریه‌های اقتصاد به صورتی که وجود دارند اقدام می‌کند. در این اقتصاد به هیچ وجه این بحث که آیا یک عمل اقتصادی خوب است یا بد مطرح نمی‌شود. برای مثال، هنگامی که در مورد قانون تقاضا و قانون عرضه صحبت می‌کنیم و می‌گوییم «مقدار تقاضا با قیمت رابطهٔ عکس و مقدار عرضه با قیمت رابطهٔ مستقیم دارد (یعنی با افزایش قیمت یک کالا علاقه به خرید آن کالا کاهش می یابد در حالی که با افزایش قیمت یک کالا علاقه به تولید و فروش آن کالا افزایش می یابد.) » در حوزهٔ اقتصاد اثباتی قرار داریم.
اقتصاد اثباتی به عنوان یک علم به تجزیه و تحلیل اقتصاد رفتاری می‌پردازد. یک بیانیهٔ تئوری استاندارد از اقتصاد اثباتی با دیدگاه کاربردی در مبانی آنالیزهای اقتصادی پل ساموئلسون (۱۹۴۷) مطرح شده‌است. همچنین، اقتصاد اثباتی از قضاوت‌های ارزشی اقتصادی اجتناب می‌کند. به عنوان مثال یک تئوری اقتصاد اثباتی ممکن است توضیح دهد که چگونه رشد عرضه پول تورم را تحت تأثیر قرار می‌دهد اما هیچ دستورالعملی برای اینکه چه سیاست‌هایی باید اتخاذ گردد ارائه نمی‌دهد.
با این حال اقتصاد اثباتی معمولاً لازمهٔ رتبه‌بندی سیاست‌های اقتصادی یا نتایج معطوف به مقبولیت است که همان اقتصاد هنجاری است. اقتصاد اثباتی اقتصادی است که که گاهی به عنوان اقتصاد «آنچه که هست» تعریف می‌شود. در حالی که اقتصاد هنجاری در مورد” آنچه که باید باشد” بحث می‌کند. این تمایز توسط جان نویل کینز (۱۸۹۱) بسط و توسط میلتون فریدمن در یک مقالهٔ اثرگذار به تفصیل شرح داده شد. تشخیص تمایز اثباتی از هنجاری ریشه در تفاوت واقعیت و ارزش در فلسفه دارد. حامیان اصلی این تمایزات دیوید هیوم و جورج ادوارد مور بودند. اساس منطقی چنین رابطهٔ دوگانه‌ای در ادبیات فلسفی مورد مناقشه قرار گرفته‌است. چنین بحث‌هایی در مباحثه‌های علوم اثباتی به خصوص در علم اقتصاد منعکس شده‌اند. به گونه‌ای که منتقدانی مانند گونار میردال (۱۹۵۴) و طرفداران اقتصاد فمینیستی مانند جولی نلسون، جف اشنایدر و جان شاکلفورد و دایانا استراسمان ایدهٔ این که اقتصاد می‌تواند کاملاً بی‌طرف و بدون دستور کار باشد را متصور شدند.
اقتصاد اثباتی مربوط به چیزهایی است که هست. به عنوان مثال یک نمونهٔ بیانیهٔ اقتصاد اثباتی به این صورت است: نرخ بیکاری در فرانسه بالاتر از ایالات متحده آمریکا است.